# La valle dei Comanches
La valle dei Comanches (Madron) è un film del 1970 diretto da Jerry Hopper.

## Trama
Sopravvissuta all'attacco del suo gruppo di religiose, sorella Mary cade tra le mani di Madron, un fuorilegge che decide di aiutarla. Cammino facendo, in mezzo agli apache e ai briganti, i due si legano di più.